# پل دیویس (فیزیک‌دان)
پل چارلز ویلیام دیویس (انگلیسی: Paul Davies؛ زاده ۲۲ آوریل ۱۹۴۶) فیزیک‌دان اهل انگلستان، استاد در دانشگاه ایالتی آریزونا است.
او به مؤسسه مطالعات کوانتومی در دانشگاه چپمن در کالیفرنیا وابسته است. علایق پژوهشی وی در زمینه کیهان شناسی، نظریه میدان کوانتومی، و اخترزیست‌شناسی می‌باشد.

## زندگی‌نامه
در سال ۱۹۷۰، او دکترای خود را تحت نظارت مایکل جی سیتن و سیگورد در دانشگاه کالج لندن به پایان رسانید. او سپس تحقیقات فوق دکتری خود را در دانشگاه کمبریج گذراند.
پژوهش‌های دیویس شامل فیزیک نظری، کیهان شناسی، و اخترزیست‌شناسی است.
دیویس محقق اصلی در مرکز دانشگاه ایالتی آریزونا برای همگرایی علوم فیزیکی و زیست‌شناسی سرطان است.
دیویس در استرالیا جایزه پیشرفته استرالیا و دو جایزه دیگر گرفت، و در انگلستان مدال و جایزه ۲۰۰۱ کلوین از مؤسسه فیزیک گرفت. وی جایزه ۲۰۰۲ فارادی توسط انجمن سلطنتی را نیز در کارنامه دارد. دیویس هم‌چنین جایزه تمپلتون در سال ۱۹۹۵ دریافت کرده‌است.

## کتاب‌ها
بنیادی علمی برای جهانی عقلانی (The Mind of God) (نشر گمان)
شبح در ماشین (The Demon in the Machine) انتشارات مازیار
چه چیزی جهان را میخورد؟ و سایر سوالات کیهانی ترجمه یاسین قاسمی بجد انتشارات پل
سکوت وهم‌آور: آیا ما در کیهان تنها هستیم؟؛ ترجمۀ منصور تقی‌لو (The Eerie Silence: Are We Alone in the Universe?) انتشارات سبزان